# Miradolo Terme
Miradolo Terme est une commune de la province de Pavie, dans la région Lombardie, en Italie.

## Administration
| Période                                  | Période | Identité | Étiquette | Qualité |
| ---------------------------------------- | ------- | -------- | --------- | ------- |
|                                          |         |          |           |         |
| Les données manquantes sont à compléter. |         |          |           |         |

### Hameaux
Camporinaldo, Terme di Miradolo.

### Communes limitrophes
Chignolo Po, Graffignana, Inverno e Monteleone, San Colombano al Lambro, Sant'Angelo Lodigiano, Santa Cristina e Bissone.